# بارستوك
بارستوك (بالإنجليزية: Barstuk)‏ هو نوع من الأقزام الصغيرة في الحكايات الفلكلورية في محافظة فارمينسكو-ماسوريان. كان المخلوق يسكن الغابات ويعتقد أنه كان يساعد الأشخاص الذين قد زار منازلهم سراً.